# Tekstilsjtsjiki (metrostation Moskou)
Tekstilsjtsjiki (Russisch: Текстильщики ) is een station aan de Grote Ringlijn van de Moskouse metro dat op 1 maart 2023 werd geopend als onderdeel van het sluitstuk van de Grote Ringlijn tussen  Nizjegorodskaja en Kasjirskaja.  De naam van het station en de gelijknamige buurt betekent textielarbeiders.  

## Ligging en aansluitingen
Het station op de grens van de buurten Tekstilsjtsjiki en Petsjatniki, ligt ten zuiden van de Volgogradski prospekt tussen de Sjossenajastraat aan de westkant en het gelijknamige voorstadsstation aan de Ljoeblinskajastraat ten oosten van het station. Het station van de Tagansko-Krasnopresnenskaja-lijn ligt haaks op de spoorlijn onder de Volgogradski prospekt en is met een loopbrug verbonden met het voorstadsstation. Het is de bedoeling om deze verbinding te verlengen tot de Grote Ringlijn zodat een inpandige overstap mogelijk is.

## Aanleg
In mei 2017 werd de aanbesteding uitgeschreven voor het sluitstuk van de Grote ringlijn. Aannemer MIP-STROY nr 1 tekende op 10 juli 2017 het contract voor de bouw. Het toenmalige tijdschema voorzag een oplevering op 18 juli 2020. Hiervoor zou het bouwrijp maken beginnen op 16 oktober 2017 en het boren van de tunnels op 1 juli 2018. Op 20 september 2018 liet loco-burgemeester  M. Koesjnoellin echter weten dat de bouw pas in 2019 van start zou gaan. Op 20 januari 2019 begon de aannemer met het slaan van damwanden rond de bouwput en de voltooiing werd toen verwacht voor 2023. Mosinzhproekt als algemeen ontwerpbureau kwam voor drie stations van het sluitstuk met een ondiep gelegen zuilen station met zijperrons. Lenmetrogiprotrans werkte dit uit voor Tekstilsjtsjiki en kwam met een station in verschillende grijstinten met zuilen tussen de sporen. Tussen de zuilen zijn schermen aangebracht met aan de bovenkant een lichtblauwe verlichting. Dezelfde verlichting is aangebracht in de plinten van het perron, terwijl boven de perrons openingen met verlichting zijn aangebracht. 

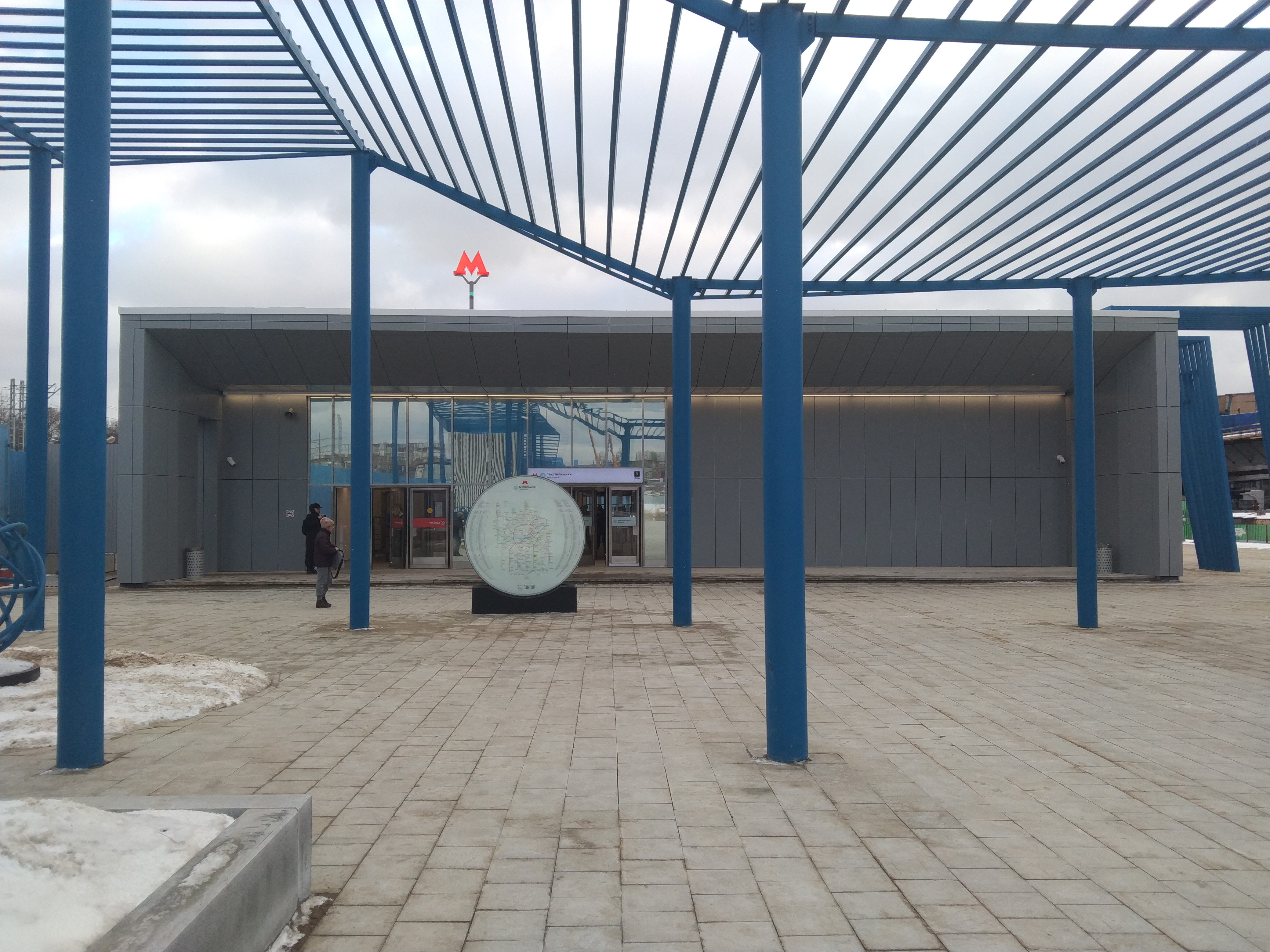
De zuidelijke stationshal.
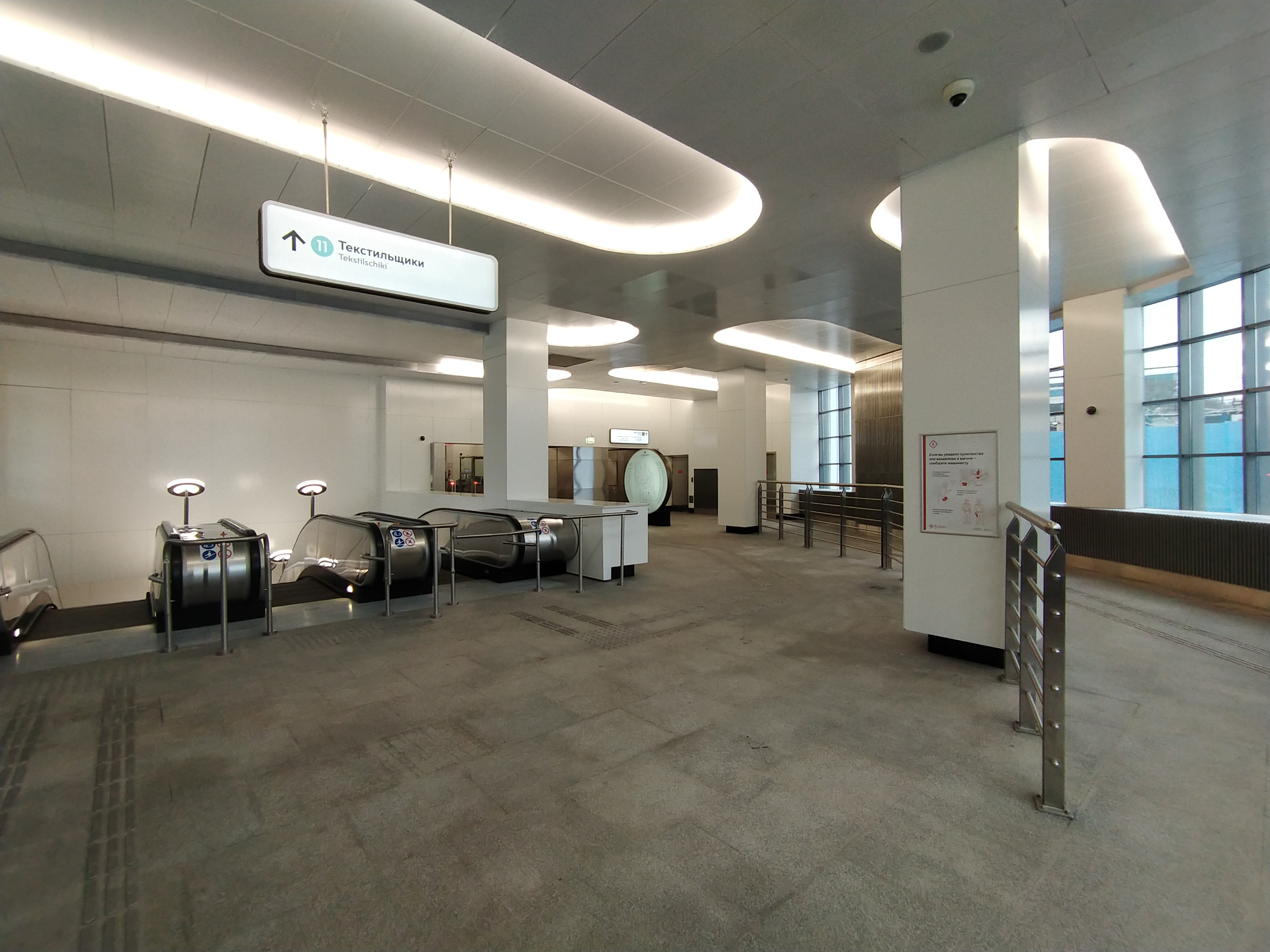
Het interieur van de stationshal.